# Sweaty Santa
Sweaty Santa ist ein von Christian Ricken und Moritz Rautenberg geschriebener und inszenierter deutscher Kurzfilm aus dem Jahr 2014. Der Film entstand in einer Kooperation der Hochschule für Fernsehen und Film München und der Produktionsfirma Emerge & See Filmproduktion und er war zugleich der Auftakt für die Klimaschutzaktion „Let’s start today“. Der Kurzfilm wurde auch bei diversen Kurzfilmwettbewerben eingereicht und wurde dort mit insgesamt fünf Preisen geehrt.

## Handlung
Weihnachten in naher Zukunft. Vor lauter Hitze schwitzt der Weihnachtsmann fürchterlich und trägt seine Geschenke nur in einer viel zu engen roten Badehose aus. Derweil warten die Kinder mit Milch und Keksen auf ihre Bescherung, die dieses Jahr eher zu einem schrecklichen Aufschrei führen sollte.
Doch Stopp! Diesen Anblick können wir unseren Kindern nicht antun – stoppt den Klimawandel jetzt!

## Auszeichnungen
Der Kurzfilm gewann den 1. Platz (Gold) beim spotlight-Festival für Bewegtbildkommunikation in der Kategorie Fachjury Awards 2015 (web & mobile) und den 2. Platz (Silber) in der Kategorie Publikumspreise 2015 (web & mobile).
Beim Golden Award of Montreux (International Advertising & Multimedia Festival) gab es den 1. Platz (Gold) in der Kategorie: Talent Award und beim Porsche International Student Advertising Film Award 2015 erneut den 1. Platz in der Kategorie „Classic Category/Other Formats“.
Beim Filmschulfest München 2015 gewann der Film ebenfalls den 1. Platz (Gold) in der Kategorie Climate Clip.
Bei den Rüsselsheimer Filmtagen gewann der Film den ersten Platz.